# Valletta Football Club
Pour les articles homonymes, voir Valetta (homonymie).
Maillots
Actualités
Le Valletta Football Club est un club maltais de football basé à La Valette, fondé en 1904.
Avec 25 championnats remportés, c'est le deuxième club maltais le plus titré, derrière le Sliema Wanderers et le Floriana FC (26 titres).

## Historique
- 1904 : fondation du club sous le nom de Valletta United.
- 1915 : Le club remporte son 1er titre de championnat.
- 1934 : Le club est renommé Valletta City.
- 1939 : Le club est renommé Valletta St. Paul's AFT.
- 1944 : Le club est renommé Valletta FC.
- 1960 : Le club remporte son 1er titre de coupe mais aussi son 1er doublé coupe / championnat.
- 1963 : 1re participation à une Coupe d'Europe (C1, saison 1963/1964).
- 1978 : Le club remporte son 10e titre de championnat.
- 1990 : premier tire en supercoupe de Malte.
- 1997 : Le club réalise son 1er triplé championnat / coupe / supercoupe
- 1999 : Le club remporte son 10e titre de coupe.
- 2011 : Le club remporte son 20e titre de championnat.
- 2012 : Le club remporte son 10e titre de supercoupe.
- 2019 : Le club remporte son 25e titre de championnat.

## Bilan sportif

### Palmarès
| Compétitions nationales | Compétitions internationales |
| - Championnat de Malte (25) - Champion : 1915, 1932, 1945, 1946, 1948, 1959, 1960, 1963, 1974, 1978, 1980, 1984, 1990, 1992, 1997, 1998, 1999, 2001, 2008, 2011, 2012, 2014, 2016, 2018 et 2019 - Vice-champion : 1928, 1947, 1957, 1961, 1962, 1964, 1965, 1979, 1983, 1987, 1989, 1991, 1996, 2009, 2010, 2015 et 2020 - Coupe de Malte (14) - Vainqueur : 1960, 1964, 1975, 1977, 1978, 1991, 1995, 1996, 1997, 1999, 2001, 2010, 2014 et 2018 - Finaliste : 1911, 1917, 1920, 1927, 1929, 1932, 1947, 1957, 1959, 1962, 1970, 1976, 1983, 1985, 1992, 1994, 1998, 2009, 2011, 2019 et 2022 - Supercoupe de Malte (13) - Vainqueur : 1990, 1995, 1997, 1998, 1999, 2001, 2008, 2010, 2011, 2012, 2016, 2018, 2019 - Finaliste : 1987, 1991, 1992, 1993, 1996 et 2014 - Championnat de Malte D2 (1) - Champion : 2025 | - Néant                      |

### Bilan européen

#### Bilan
| Compétition              | P  | M   | V  | N  | D  | BP | BC  | Diff. |
| ------------------------ | -- | --- | -- | -- | -- | -- | --- | ----- |
| Ligue des champions (C1) | 18 | 46  | 8  | 7  | 31 | 38 | 113 | -75   |
| Coupe des coupes (C2)    | 7  | 14  | 0  | 2  | 12 | 6  | 54  | -48   |
| Ligue Europa (C3)        | 16 | 37  | 5  | 8  | 24 | 34 | 81  | -47   |
| Coupe Intertoto          | 2  | 4   | 0  | 2  | 2  | 3  | 9   | -6    |
| Total                    | 43 | 101 | 13 | 19 | 69 | 81 | 257 | -176  |

#### Résultats
Légende
- Victoire ou qualification pour le tour suivant
- Match nul
- Défaite ou élimination de la compétition

Note : dans les résultats ci-dessous, le score du club est toujours donné en premier
| Saison    | Compétition               | Tour                | Club                     | Domicile | Extérieur | Total  |
| --------- | ------------------------- | ------------------- | ------------------------ | -------- | --------- | ------ |
| 1963-1964 | Coupe des clubs champions | Seizièmes de finale | Dukla Prague             | 0 - 2    | 0 - 6     | 0 - 8  |
| 1964-1965 | Coupe des coupes          | Seizièmes de finale | Real Saragosse           | 0 - 3    | 1 - 5     | 1 - 8  |
| 1972-1973 | Coupe UEFA                | Premier tour        | Inter Milan              | 0 - 1    | 1 - 6     | 1 - 7  |
| 1974-1975 | Coupe des clubs champions | Seizièmes de finale | HJK Helsinki             | 1 - 0    | 1 - 4     | 2 - 4  |
| 1975-1976 | Coupe des coupes          | Seizièmes de finale | Haladás VSE              | 1 - 1    | 0 - 7     | 1 - 8  |
| 1977-1978 | Coupe des coupes          | Seizièmes de finale | Dynamo Moscou            | 0 - 2    | 0 - 5     | 0 - 7  |
| 1978-1979 | Coupe des clubs champions | Seizièmes de finale | Grasshoppers Zurich      | 3 - 5    | 0 - 8     | 3 - 13 |
| 1979-1980 | Coupe UEFA                | Premier tour        | Leeds United             | 0 - 4    | 0 - 3     | 0 - 7  |
| 1980-1981 | Coupe des clubs champions | Tour préliminaire   | Budapest Honvéd          | 0 - 3    | 0 - 8     | 0 - 11 |
| 1983-1984 | Coupe des coupes          | Seizièmes de finale | Rangers FC               | 0 - 8    | 0 - 10    | 0 - 18 |
| 1984-1985 | Coupe des clubs champions | Seizièmes de finale | Austria Vienne           | 0 - 4    | 0 - 4     | 0 - 8  |
| 1987-1988 | Coupe UEFA                | Premier tour        | Juventus FC              | 0 - 4    | 0 - 3     | 0 - 7  |
| 1989-1990 | Coupe UEFA                | Premier tour        | First Vienna             | 1 - 4    | 0 - 3     | 1 - 7  |
| 1990-1991 | Coupe des clubs champions | Seizièmes de finale | Rangers FC               | 0 - 4    | 0 - 6     | 0 - 10 |
| 1992-1993 | Ligue des champions       | Tour préliminaire   | Maccabi Tel-Aviv         | 1 - 2    | 0 - 1     | 1 - 3  |
| 1993-1994 | Coupe UEFA                | Premier tour        | Trabzonspor              | 1 - 3    | 1 - 3     | 2 - 6  |
| 1994-1995 | Coupe UEFA                | Tour préliminaire   | Rapid Bucarest           | 2 - 6    | 1 - 1     | 3 - 7  |
| 1995-1996 | Coupe des coupes          | Tour préliminaire   | Inter Bratislava         | 0 - 0    | 2 - 5     | 2 - 5  |
| 1996-1997 | Coupe des coupes          | Tour préliminaire   | Gloria Bistrița          | 1 - 2    | 1 - 2     | 2 - 4  |
| 1997-1998 | Ligue des champions       | Premier tour Q      | Skonto Riga              | 1 - 0    | 0 - 2     | 1 - 2  |
| 1998-1999 | Ligue des champions       | Premier tour Q      | Anorthosis Famagouste    | 0 - 2    | 0 - 6     | 0 - 8  |
| 1999-2000 | Ligue des champions       | Premier tour Q      | Barry Town               | 3 - 2    | 0 - 0     | 3 - 2  |
| 1999-2000 | Ligue des champions       | Deuxième tour Q     | Rapid Vienne             | 0 - 2    | 0 - 3     | 0 - 5  |
| 2000-2001 | Coupe UEFA                | Premier tour Q      | HNK Rijeka               | 4 - 5 ap | 2 - 3     | 6 - 8  |
| 2001-2002 | Ligue des champions       | Premier tour Q      | Haka Valkeakoski         | 0 - 0    | 0 - 5     | 0 - 5  |
| 2002      | Coupe Intertoto           | Premier tour        | Teuta Durrës             | 1 - 2    | 0 - 0     | 1 - 2  |
| 2003-2004 | Coupe UEFA                | Premier tour Q      | Neuchâtel Xamax          | 0 - 2    | 0 - 2     | 0 - 4  |
| 2005      | Coupe Intertoto           | Premier tour        | Budućnost Podgorica      | 0 - 5    | 2 - 2     | 2 - 7  |
| 2008-2009 | Ligue des champions       | Premier tour Q      | Artmedia Bratislava      | 0 - 2    | 0 - 1     | 0 - 3  |
| 2009-2010 | Ligue des champions       | Premier tour Q      | Keflavík ÍF              | 3 - 0    | 2 - 2     | 5 - 2  |
| 2009-2010 | Ligue des champions       | Deuxième tour Q     | St. Patrick's Athletic   | 0 - 1    | 1 - 1     | 1 - 2  |
| 2010-2011 | Ligue Europa              | Deuxième tour Q     | Ruch Chorzów             | 1 - 1    | 0 - 0     | 1 - 1E |
| 2011-2012 | Ligue des champions       | Premier tour Q      | SP Tre Fiori             | 2 - 1    | 3 - 0     | 5 - 1  |
| 2011-2012 | Ligue des champions       | Deuxième tour Q     | Ekranas Panevėžys        | 2 - 3    | 0 - 1     | 2 - 4  |
| 2012-2013 | Ligue des champions       | Premier tour Q      | FC Lusitanos             | 8 - 0    | 1 - 0     | 9 - 0  |
| 2012-2013 | Ligue des champions       | Deuxième tour Q     | Partizan Belgrade        | 1 - 4    | 1 - 3     | 2 - 7  |
| 2013-2014 | Ligue Europa              | Premier tour Q      | SP La Fiorita            | 1 - 0    | 3 - 0     | 4 - 0  |
| 2013-2014 | Ligue Europa              | Deuxième tour Q     | FK Minsk                 | 1 - 1    | 0 - 2     | 1 - 3  |
| 2014-2015 | Ligue des champions       | Deuxième tour Q     | Qarabağ FK               | 0 - 1    | 0 - 4     | 0 - 5  |
| 2015-2016 | Ligue Europa              | Premier tour Q      | Newtown AFC              | 1 - 2    | 1 - 2     | 2 - 4  |
| 2016-2017 | Ligue des champions       | Premier tour Q      | B36 Tórshavn             | 1 - 0    | 1 - 2     | 2E - 2 |
| 2016-2017 | Ligue des champions       | Deuxième tour Q     | Étoile rouge de Belgrade | 1 - 2    | 1 - 2     | 2 - 4  |
| 2017-2018 | Ligue Europa              | Premier tour Q      | SS Folgore/Falciano      | 2 - 0    | 1 - 0     | 3 - 0  |
| 2017-2018 | Ligue Europa              | Deuxième tour Q     | FC Utrecht               | 0 - 0    | 1 - 3     | 1 - 3  |
| 2018-2019 | Ligue des champions       | Premier tour Q      | FK Kukës                 | 1 - 1    | 0 - 0     | 1 - 1E |
| 2018-2019 | Ligue Europa              | Deuxième tour Q     | Zrinjski Mostar          | 1 - 2    | 1 - 1     | 2 - 3  |
| 2019-2020 | Ligue des champions       | Premier tour Q      | F91 Dudelange            | 1 - 1    | 2 - 2     | 3E - 3 |
| 2019-2020 | Ligue des champions       | Deuxième tour Q     | Ferencváros TC           | 1 - 1    | 1 - 3     | 2 - 4  |
| 2019-2020 | Ligue Europa              | Troisième tour Q    | FK Astana                | 1 - 5    | 0 - 4     | 1 - 9  |
| 2020-2021 | Ligue Europa              | Premier tour Q      | Bala Town                | 0 - 1    | N/A       | 0 - 1  |

## Joueurs et personnalités du club

### Entraîneurs
Le tableau suivant présente la liste des entraîneurs du club depuis 1949.
| Rang | Nom                | Période              |
| ---- | ------------------ | -------------------- |
| 1    | Harry Tedder       | 1949-1950            |
| 2    | ?                  | 1950-1958            |
| 3    | Jock Gilmour       | 1958-1959            |
| 4    | William Dingwall   | 1959-1960            |
| 5    | ?                  | 1960-1962            |
| 6    | Carm Borg          | 1962-1963            |
| 7    | ?                  | 1963-1968            |
| 8    | Tony Formosa       | 1968-1970            |
| 9    | Josie Urpani       | 1970-1973            |
| 10   | Tony Formosa       | 1973-1975            |
| 11   | ?                  | 1975-1976            |
| 12   | Terenzio Polverini | juil. 1976-juin 1977 |
| 13   | Lolly Debattista   | juil. 1977-juin 1979 |

| Rang | Nom                         | Période              |
| ---- | --------------------------- | -------------------- |
| 14   | John Calleja                | juil. 1979-juin 1980 |
| 15   | ?                           | 1982-1984            |
| 16   | Joe Cilia                   | 1982-1984            |
| 17   | ?                           | 1984-1986            |
| 18   | Tony Formosa & Joe Micallef | 1986-1988            |
| 19   | ?                           | 1988-1989            |
| 20   | George Busuttil             | 1989-1990            |
| 21   | Eddie Vella                 | 1990-1991            |
| 22   | Tony Euchar Grech           | 1991-1993            |
| 23   | Lawrence Borg               | juil. 1993-juin 1994 |
| 24   | Joe Cilia & Edward Aquilina | 1994-1995            |
| 25   | Edward Aquilina             | 1995-1998            |
| 26   | Krasimir Manolov            | 1998-2001            |

| Rang | Nom                         | Période               |
| ---- | --------------------------- | --------------------- |
| 27   | Georgi Deyanov              | 2001-2002             |
| 28   | Dennis Fenech               | 2002-2003             |
| 29   | Atanas Marinov              | 2003-2004             |
| 30   | J.J. Aquilina               | 2004-2005             |
| 31   | Paul Zammit & Anton Cremona | 2005-2009             |
| 32   | Ton Caanen                  | juil. 2009-mai 2010   |
| 33   | Jesmond Zerafa              | juil. 2010-juin 2011  |
| 34   | Leonard Farrugia            | juil. 2011-juin 2012  |
| 35   | Mark Miller                 | juil. 2012-janv. 2014 |
| 36   | Mark Miller & André Paus    | janv. 2014-mai 2014   |
| 37   | Gilbert Agius               | 2014                  |
| 38   | Ivan Zammit                 | 2014-2015             |
| 39   | Paul Zammit                 | 2015-                 |

### Joueurs emblématiques
- Gilbert Agius
- Ian Azzopardi
- Shaun Bajada
- Daniel Bogdanović
- Roderick Briffa
- John Buttigieg
- David Carabott
- Luke Dimech
- Andrew Hogg
- Michael Mifsud
- Jamie Pace
- Ivan Woods
- Jason Vandelannoite
- Nukri Revishvili
- Aleksandrs Čekulajevs
- Jordi Cruijff
- Miodrag Anđelković
- Saïdou Panandétiguiri
- Ousseni Zongo
- Raphael Kooh Sohna
- Aziz Corr Nyang
- Demba Touré
- Abdelkarim Nafti
- Hamdan Al Kamali
- Anderson
- Denni